# Gazaros Agaian
Gazaros Agaian (în armeană Ղազարոս Աղաեան, n. 4/16 aprilie 1840, Bolnis-Jachen⁠(d), Tiflis Uyezd⁠(d), Georgia Governorate⁠(d), Imperiul Rus – d. 20 iunie/3 iulie 1911, Tbilisi, Imperiul Rus) a fost un scriitor, educator, lingvist și figură publică în Armenia.
În lunga lui viață a schimbat de profesie de multe ori: boem, trubadur, vânător, angajat la fabrica și fermier înainte să participe la renașterea vieții culturale și intelectuale din Armenia din secolul XIX cu Mikael Nalbandian.